# Gim (Lebensmittel)
Gim (김 kim, auch als kim romanisiert) ist die koreanische Bezeichnung für essbaren Seetang der Rotalgen-Gattungen Pyropia und Porphyra, darunter Pyropia tenera, Pyropia yezoensis, Porphyra suborbiculata, Porphyra pseudolinearis, Porphyra dentata und Porphyra seriata.
Zusammen mit miyeok und dasima (zwei Braunalgen-Arten) ist gim eine der meistangebauten und -konsumierten Arten von Seetang in Korea. In der koreanischen Küche wird gim üblicherweise als banchan (Beilage) verzehrt oder für die als gimbap bekannten Seetang-Reisrollen verwendet.
Rotalgen der zu gim gezählten Gattungen werden in der japanischen Küche als nori (海苔), in der chinesischen Küche als haitai (海苔) oder zicai (紫菜) und in der walisischen und irischen Küche als laverbread verzehrt.

## Geschichte
Die älteste Erwähnung von gim findet sich in den „Legenden der drei Königreiche“ aus dem 13. Jahrhundert (Zeit des Goryeo-Reiches), welche die Geschichte der Drei Reiche von Korea zwischen 57 v. u. Z. und 668 u. Z. behandeln. Darin heißt es, dass die Silla-Dynastie gim für einen Teil ihrer Mitgiften verwendete. Es wird angenommen, dass gim zu dieser Zeit von Felsen und Treibholz gesammelt und nicht angebaut wurde.
Die Produktion von gim in den Provinzen Jeolla-do und Gyeongsang-do ist in Büchern des 15. und 16. Jahrhunderts (Zeit des Joseon-Königreiches) belegt, darunter „Geographie der Provinz Gyeongsang“ (1425) und „Revidierte und erweiterte Untersuchung der Geographie Koreas“ (1530). In diesen Werken wird gim als regionale Delikatesse erwähnt.
Frühe Anbaumethoden nutzten Bambus- oder Eichenstangen, wurden aber letztendlich durch neuere Methoden ersetzt, bei denen Netze zur Anwendung kamen. Der Einsatz von Netzen wurde im 19. Jahrhundert durch einen Fischer entwickelt, inspiriert durch das auf Fischzäunen in Wando natürlich wachsende gim. Im Kaiserreich Korea (1897–1910) breitete sich der Anbau von gim weiter über die südlichen Küstengebiete aus. Seit den 1920er Jahren werden schwimmende Flöße für die Massenproduktion genutzt.

### Mündliche Überlieferung
Der Anbau von gim ist die älteste Art der Aquakultur in Korea und es gibt mehrere mündlich überlieferte Geschichten über dessen Entstehung. In einer Version wird von einer alten Dame in Hadong erzählt, die einen von gim bedeckten Holzstamm entdeckte, welcher den Fluss Seomjin hinabtrieb. Dies inspirierte sie dazu, gim an aufrechten Stangen aus Bambus zu kultivieren. Eine andere Legende besagt, dass gim nach Gim Yeoik (1606–1660) benannt wurde, der ersten Person, die gim anbaute, nach der Beobachtung eines damit bedeckten treibenden Eichenastes. Diese zweite Geschichte spielt auf der Insel Taein in der Mündung des Seomjin-Flusses in Gwangyang während der Herrschaft König Injos (1623–1649).

## Produktion
Jährlich werden etwa 19 500 Tonnen getrocknetes gim in Südkorea produziert. Nachdem das natürlich wachsende gim für die Marktnachfrage nicht ausreicht, wird ein Großteil des für kommerzielle Märkte produzierten gim angebaut. Weit verbreitet ist der Anbau von Pyropia-Arten. Viele natürlich wachsende Arten der Purpurtange, oft an Felsen anhaftend, werden von Hand gesammelt: Porphyra suborbiculata kann entlang der Küsten des Japanischen Meeres, des Gelben Meeres und des im Süden Koreas gelegenen Namhae gefunden werden; Porphyra pseudolinearis wächst entlang der Küsten des Japanischen Meeres, Porphyra dentata entlang der Küsten des Gelben Meeres und Porphyra seriata im Namhae-Gebiet.

## Anbau

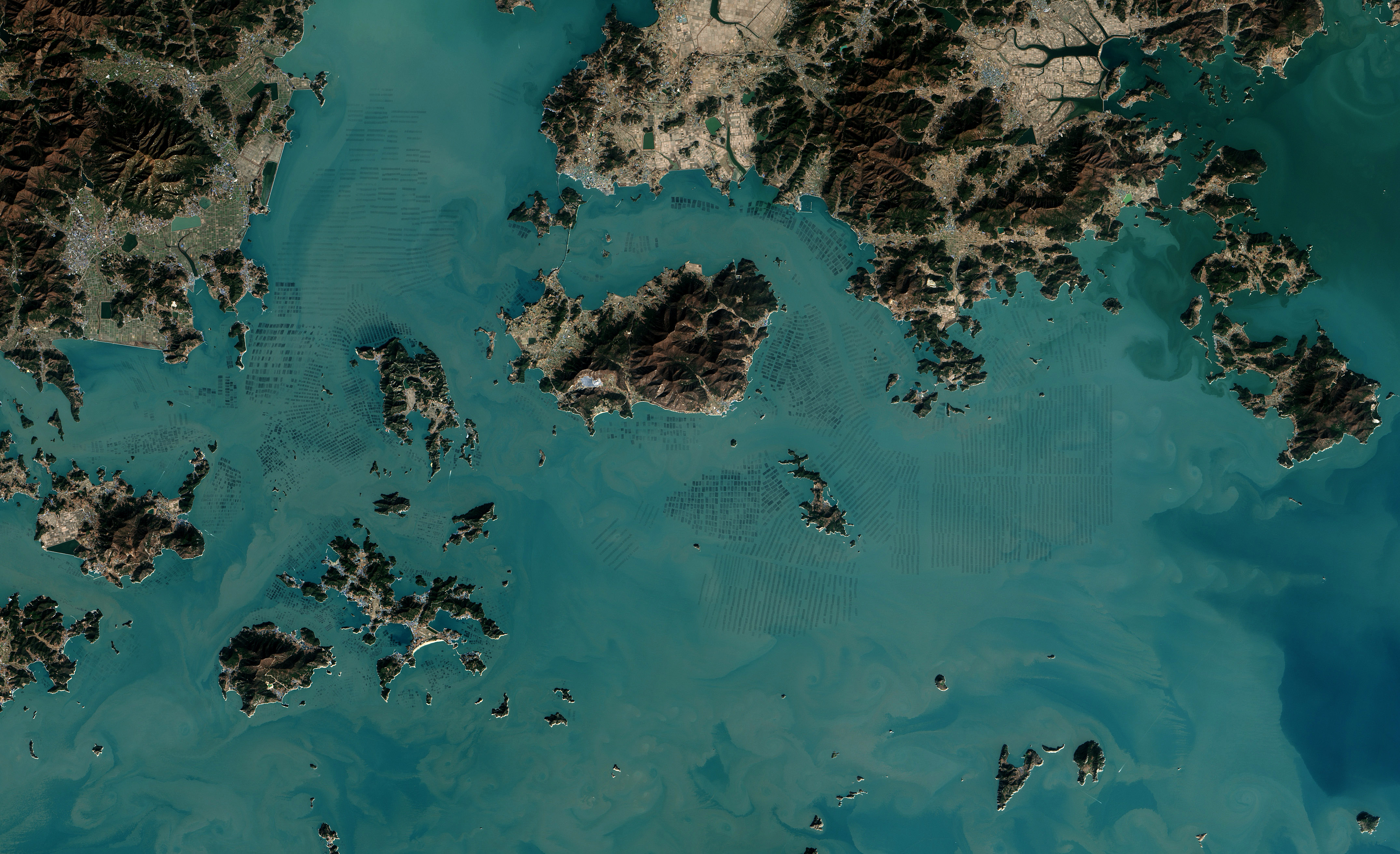
Seetang-Aquakulturen in Südkorea aus der Vogelperspektive

Die meistangebaute Art gim ist Pyropia yezoensis, gefolgt von Pyropia tenera. Das Hauptanbaugebiet ist Wando. Traditionell wird gim in den südlichen Bereichen der koreanischen Halbinsel angebaut, also in den Regionen Honam und Yeongnam sowie der Insel Jejudo, weil die Algen nur in den Meeren um den südlichen Teil der koreanischen Halbinsel herum wachsen. Wegen Erhöhungen der Meerestemperatur kann gim allerdings inzwischen auch weiter nördlich angebaut werden und hat sich bis zur Hoseo-Region in der Mitte Südkoreas ausgebreitet.
Während des Winters in Ästuaren oder der Brackwasserzone mit einem Salzgehalt von 1,024 ‰ gewachsenes gim soll am köstlichsten sein. Die Aussaat beginnt im September oder Oktober und von einer einzigen Aussaat können mehrere Ernten während der Wintermonate erfolgen. Die Algen wachsen gut in Meereswasser, wenn die Temperaturen zwischen 5 und 8 Grad Celsius liegen. 50 Tage lang gewachsenes gim gilt als das für den Verzehr am besten geeignete, weil sich dann Farbe und Geschmack auf dem Höhepunkt befinden.
Bei der heutigen Kultivierung von gim werden hauptsächlich zwei Anbaumethoden verwendet: Die traditionelle Methode mit Gestellen wird für gim von hoher Qualität verwendet, das natürlich gewachsenem Seetang gleicht, und die Methode mit schwimmenden Flößen für die Massenproduktion. Auf Gestellen angebautes gim wird derzeit in einigen Bereichen von Wando, Sinan-gun, Gangjin und Jangheung, insgesamt in weniger als einhundert Betrieben, produziert. Die Anzahl der mit der Gestell-Methode arbeitenden Betriebe ist aufgrund hoher Produktionskosten, niedriger Ernteerträge, im Zuge der globalen Erwärmung steigender Wassertemperaturen und alternder Fischerdorfbevölkerungen gesunken.

### Gestelle
Der Anbau an Gestellen beginnt mit dem Setzen von Bambusstäben in den Meeresgrund. Netze, an denen die Seetangsamen haften können, werden an die Bambuspfosten gebunden; es können auch mehrere Netze miteinander verbunden werden. Die Samen werden im September auf die Netze gepflanzt, oft unterstützt durch die Anbringung von Netzen in mehreren Lagen, um das Haften der Samen am Netz zu begünstigen; die Netzlagen werden getrennt und neu angebracht, sobald die Samen gut befestigt sind. Anschließend werden die Netze zu einem Anbaugebiet gebracht. Die Netze an den Gestellen sind während der Flut unter Wasser und bei Ebbe der Sonne ausgesetzt, was Photosynthese in einem gewissen Umfang ermöglicht und damit den typischen Geschmack von gim erhält. Die Gestell-Technik für die Kultivierung von gim ist eine umweltfreundliche Anbaumethode.

### Schwimmende Flöße
Die Kultivierung von gim mithilfe schwimmender Flöße ist für die Massenproduktion am geeignetsten, weil sie weniger arbeitsintensiv als die Kultivierung an Gestellen ist. Dank der Befestigung an Flößen bleibt der Seetang sowohl bei Ebbe als auch bei Flut unter Wasser.

## Nutzung

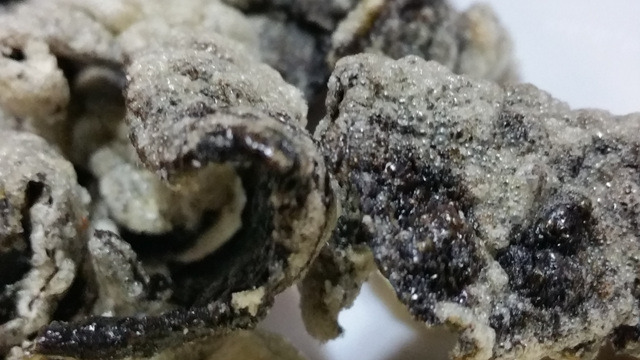
gim-bugak

Als banchan (Beilage) werden getrocknete Blätter aus gim mit Sesamöl oder Perillaöl geröstet, mit feinem Salz bestreut und in Quadrate geschnitten oder ohne Öl und Salz geröstet und mit Sojasauce verzehrt. Gim kann auch mit einer Klebreispaste ummantelt und frittiert werden, um daraus gim-bugak herzustellen. Für das Rollen von gimbap werden die gim-Blätter nicht geröstet, sondern in ihrem ursprünglichen getrockneten Zustand verwendet.

## Inhaltsstoffe
Gim ist reich an Protein, Thiamin, Riboflavin und den Vitaminen A, B6 und B12. Außerdem enthält es hohe Mengen an Mineralsalzen wie Iod und Eisen sowie essentielle Aminosäuren. Gim wird als sehr gesundes Lebensmittel angesehen.